# Bimbo Oshin
Bimbo Oshin es una actriz de cine nigeriana.

## Biografía
Oshin nació el 24 de julio de 1971 en Ondo, estado de Ondo, al suroeste de Nigeria. Asistió a la Universidad de Lagos donde obtuvo una licenciatura en Filosofía. Comenzó su carrera como actriz en 1996, pero alcanzó reconocimiento al protagonizar una película yoruba de 2012 titulada Omo Elemosho.

## Filmografía seleccionada
- Omo Elemosho (2012)
- Kakanfo (2020)
- The New Patriots (2020)

## Premios y reconocimientos
Recibió el premio Icon Category en los Afro-Heritage Broadcasting and Entertainment and Awards 2016.
| Año  | Ceremonia de premiación                       | Premio                        | Resultado | Ref   |
| ---- | --------------------------------------------- | ----------------------------- | --------- | ----- |
| 2014 | Premios de la Academia de Películas Yoruba    | Mejor actriz principal        | Nominada  | [ 7 ] |
| 2014 | Premios City People Entertainment             | Mejor Actriz del Año (Yoruba) | Nominada  | [ 8 ] |
| 2015 | Premios de la Academia de Cine Africano ZAFAA | Mejor actriz indígena         | Nominada  | [ 9 ] |